# Marco Notari
Marco Notari (Torino, 5 dicembre 1979) è un cantautore italiano.

## Biografia
Marco Notari si avvicina alla musica fin da bambino.
Nel 2002 presenta un proprio brano alla trasmissione Help su Tmc2 e dal 2003 partecipa al "Tora Tora Festival" e a diverse altre manifestazioni affiancato dai Madam, band formata da amici e compagni di esperienze musicali precedenti.
Dopo essersi laureato in economia politica, nel 2005 entra nella scuderia dell'etichetta Artes Records per la quale pubblica il 13 gennaio 2006 il disco d'esordio Oltre lo specchio, con distribuzione Mescal/Sony Music. Il disco, prodotto da Giulio Casale arriva alla posizione numero 37 della classifica ufficiale italiana F.I.M.I./Nielsen. 
Insieme ai Madam suona in un tour che tocca molte città italiane e che raggiunge 70 date nel 2006.  Il 20 ottobre del 2006 l'album dopo aver ricevuto una nomination come miglior disco d'esordio al "PIMI" (Premio Italiano della Musica Indipendente), viene ripubblicato con distribuzione EMI. 
A novembre partecipa alla raccolta ConGarbo, insieme ad altri esponenti della scena alternativa italiana. 
Il 13 gennaio 2007, ad un anno esatto dall'uscita, il suo disco ottiene il premio "Indie Music Like".
Nel settembre 2007 registra presso le "Officine Meccaniche" di Mauro Pagani il suo secondo disco, Babele, un concept-album che esce il 7 novembre del 2008. Viene anticipato a luglio dalla pubblicazione del singolo Io non mi riconosco nel mio stato, che raggiunge la posizione numero 10 della classifica Nielsen Digital Download.
Dall'ottobre 2008 ha iniziato il tour per promuovere il nuovo album in Italia ("Babele Tour").

## Discografia

### Album
- 2006 Oltre lo specchio - Mescal - EMI
- 2008 Babele - EMI
- 2011 Io? - Libellula/Audioglobe

### Singoli
- 2008 Io non mi riconosco nel mio stato

## Riconoscimenti
- 2006 Premio speciale per la nuova musica d'autore - M.E.I. (Meeting delle Etichette Indipendenti Italiane)
- 2007 Premio Indie Music Like
- 2007 Premio Music Club - M.E.I. (Meeting delle Etichette Indipendenti Italiane)